# Nuno Homem de Sá
Nuno Frederico Calvo Sierra Homem de Sá (Lisboa, 25 de Fevereiro de 1962) é um ator português.

## Família
É filho do primeiro casamento de Adrião Fernando Coelho de Sampaio e Castro Toscano de Albuquerque Homem de Sá (1931 - Lisboa, Nossa Senhora de Fátima, 6 de Maio de 2009) e de sua primeira mulher Rosa Maria Calvo Sierra (Madrid, 23 de Novembro de 1943), filha de Rafael Luis Calvo e de sua mulher María Dolores Sierra. 
Nuno Homem de Sá tem uma irmã, também fruto do primeiro casamento de seu pai, Catarina Sofia Calvo Sierra Homem de Sá (Lisboa, 2 de Julho de 1965). Do segundo casamento de seu pai com Maria Eunice de Almeida Martins Cerqueira (Braga, 6 de Julho de 1947) tem um irmão consanguíneo, Ricardo Bruno Martins Cerqueira Homem de Sá. Sobrinho paterno de Maria Manuela de Sampaio e Castro Toscano Homem de Sá (10 de Julho de 1927), casada com Celso Tristão de Freitas Carneiro da Câmara Pestana (15 de Maio de 1922), com geração, e Carlos Manuel Toscano Coelho Homem de Sá (4 de Outubro de 1929 - 29 de Abril de 2012), casado com Maria Margarida de Figueiredo Navarro (5 de Outubro de 1930), com geração. Os avós paternos foram Carlos Homem de Sá e Serpa e sua mulher Maria Madalena Coelho de Sampaio e Castro Toscano de Albuquerque, neta paterna por bastardia do segundo casamento do 1.º Visconde de Valdoeiro. 
Tem três filhos.

## Biografia
Estreou-se aos 20 anos na primeira novela portuguesa, Vila Faia, 1982, tendo-se popularizado com a sua participação. Em 1983 teve outra participação como actor na segunda telenovela nacional, Origens, um novo sucesso de audiências. O talento de Nuno Homem de Sá e a sua boa presença em frente às câmaras valeram-lhe o convite para participar numa série da prestigiada produtora britânica Thames Television. Esta série inglesa chamava-se Widows e foi realizada em 1984.
Partiu para os Estados Unidos da América em 1984, onde estudou música, informática e biologia, (Cabrillo College), Aptos, California, tendo obtido um Associate's Degree in Science and Arts em 1989. Em 1994 obteve uma licenciatura em Realização Cinematográfica, curso específico do programa de Theater Arts na UCSC (University of California, Santa Cruz). Regressou nesse ano a Portugal, voltando à televisão no início de 1995, na telenovela da RTP Roseira Brava.
Multifacetado, em 1997, formou o grupo rock Banda Nuno e os Homens de Sá, onde era vocalista, guitarrista e compositor. Em 1998 participou no filme francês La Capitale du Monde e esteve também presente no Festival Internacional de Aguimez, nas Ilhas Canárias em Espanha, com a peça de teatro Olhares de Perfil, da autoria e encenada pelo brasileiro Roberto Cordovani. No ano seguinte entrou em nova peça de Cordovani, Isadora Duncan, desta vez levada à cena no Teatro Auditório do Casino Estoril. Ainda em 1999 foi com a mesma peça ao 1.º Festival Internacional de Teatro de La Paz, na Bolívia. O ano prosseguiu com uma tournée de quatro meses da peça no Brasil, seguindo-se, no mesmo país, uma digressão de Orlando, adaptação de um texto de Virginia Woolf.

### Televisão

#### Séries/Novelas
| Ano     | Canal | Projeto                         | Papel                     | Notas                           |
| ------- | ----- | ------------------------------- | ------------------------- | ------------------------------- |
| 1982    | RTP1  | Vila Faia                       | Pedro Marques Vila        | Elenco Principal                |
| 1983    | RTP1  | Origens                         | Nuno                      | Elenco Principal                |
| 1995    | RTP1  | Roseira Brava                   | Zé Carlos Navarro         | Elenco Principal                |
| 1999    | SIC   | Jornalistas                     | Paiva                     |                                 |
| 1999    | TVI   | Todo o Tempo do Mundo           | Lourenço Maia             | Elenco Adicional                |
| 1999    | TVI   | Um Por Todos                    | Ele Próprio               | Apresentador                    |
| 2000-01 | TVI   | Jardins Proibidos               | José Manuel Guedes        | Elenco Principal                |
| 2001    | TVI   | Olhos de Água                   | Alexandre Castro          | Elenco Principal                |
| 2001    | RTP1  | Segredo de Justiça              | Antero                    | Elenco Adicional                |
| 2001    | RTP1  | Bastidores                      | Médico                    | Elenco Adicional                |
| 2001    | SIC   | O Espírito da Lei               |                           |                                 |
| 2001-02 | TVI   | Nunca Digas Adeus               | João                      | Protagonista                    |
| 2002    | TVI   | Sonhos Traídos                  | Pedro                     | Participação Especial           |
| 2004    | TVI   | Inspector Max                   | Pedro Melo/ Guru          | Participação Especial           |
| 2005    | TVI   | Ninguém como Tu                 | António Paiva Calado      | Antagonista                     |
| 2006    | TVI   | Fala-me de Amor                 | Marco Sousa               | Participação Especial           |
| 2007    | TVI   | Ilha dos Amores                 | Caetano Machado da Câmara | Co-Antagonista                  |
| 2007    | TVI   | Casamento de Sonho              | Ele Próprio               | Padrinho do Casal Rui e Natacha |
| 2008    | TVI   | A Outra                         | Rafael Gama               | Antagonista                     |
| 2008-09 | TVI   | Flor do Mar                     | Eduardo Neto              | Protagonista                    |
| 2009-10 | TVI   | Morangos com Açúcar (7.ª série) | Teodoro Bacelar           | Antagonista                     |
| 2010-11 | TVI   | Sedução                         | Belmiro Soares            | Antagonista                     |
| 2011    | TVI   | Ele Por Ela                     | Diogo                     | Telefilme                       |
| 2011    | TVI   | A Mãe do Meu Filho              | Clemente                  | Telefilme                       |
| 2013-14 | TVI   | Destinos Cruzados               | Humberto Moreira          | Co-Antagonista                  |
| 2014    | TVI   | O Beijo do Escorpião            | António Furtado           | Co-Protagonista                 |
| 2015-17 | TVI   | A Única Mulher                  | Albino das Dores          | Elenco Principal                |
| 2017    | TVI   | Ouro Verde                      | Otelo Monteiro            | Co-Antagonista                  |
| 2017-18 | TVI   | Jogo Duplo                      | Afonso Barbosa            | Co-Protagonista                 |
| 2019-20 | TVI   | Na Corda Bamba                  | Mário Veloso              | Elenco Principal                |
| 2020-21 | TVI   | Amar Demais                     | Ulisses Queiroz           | Elenco Principal                |
| 2021    | TVI   | Festa É Festa                   | Miguel Martins            | Elenco Adicional                |
| 2023-24 | TVI   | Queridos Papás                  | Teodoro Guimarães         | Elenco Principal                |
| 2024    | TVI   | Cacau                           | Mário Vasconcelos         | Participação Especial           |
| 2025    | TVI   | Vizinhos Para Sempre            | José                      | Elenco Adicional                |
| 2025-26 | TVI   | Terra Forte                     |                           | Elenco Principal                |

#### Participações em Programas
| Ano  | Concurso                              | Canal | Notas                 |
| ---- | ------------------------------------- | ----- | --------------------- |
| 2002 | Big Brother Famosos 1                 | TVI   | Concorrente           |
| 2004 | Fear Factor - Desafio Total           | TVI   | Concorrente           |
| 2005 | 1.ª Companhia - 1.ª edição            | TVI   | Concorrente           |
| 2022 | Big Brother Famosos 2022              | TVI   | Concorrente           |
| 2022 | Big Brother Famosos 2022 - 2.ª edição | TVI   | Comentador            |
| 2022 | Big Brother - Desafio Final 1         | TVI   | Concorrente           |
| 2022 | Big Brother 2022                      | TVI   | Concorrente           |
| 2024 | Congela                               | TVI   | Concorrente convidado |

## Casamento e descendência
Tem um filho natural, Marco Jay Chamberlain Homem de Sá (Santa Cruz, Condado de Santa Cruz, Califórnia, 7 de Fevereiro de 1990), e uma filha natural, Joana Maria de Medeiros Sierra Homem de Sá (13 de Dezembro de 2002), filha de Marina de Medeiros.
Casou a 23 de Setembro de 2008 com Carina Isabel Cró Rodrigues, de quem tem uma filha, Sofia Maria Cró Sierra Homem de Sá (Lisboa, 27 de Junho de 2010). Separaram-se em 2013.